# Instituto de Investigaciones Agropecuarias
L'Instituto de Investigaciones Agropecuarias (INIA) est un organisme public chilien de recherche et développement agro-pastoral. Créé le 8 août 1964 sous le statut de société de droit privé, il dépend du  ministère de l'Agriculture. Les associés fondateurs de l'INIA sont l'Instituto de Desarrollo Agropecuario (INDAP), la Corporación de Fomento de la Producción (CORFO), l'Université du Chili, l'université pontificale catholique et l'université de Concepción.
Outre ses activités de recherche et développement agro-pastoral, il est aussi producteur de semences, offre des services de laboratoire, et s'occupe de transfert et diffusion technologiques (Grupos de Transferencia Tecnológica -GTT-  et Red Tecnológica INIA). Il a notamment créé des semences de riz (3 variétés), d'avoine (2), d'orge (1), de lentilles (1), de pommes de terre (3), de haricots (4), de trèfle (1), de blé (11) et de triticale (1).

## Centres de recherche régionaux
L'INIA compte dix centres de recherche régionaux :
- INIA Intihuasi (Régions III y IV),
- INIA La Cruz (Région V),
- INIA La Platina (Région RM),
- INIA Rayentué (Région VI),
- INIA Raihuén (Région VII),
- INIA Quilamapu (Région VIII),
- INIA Carillanca (Région IX),
- INIA Remehue (Région X),
- INIA Tamelaike (Région XI),
- INIA Kampenaike (Région XII).

En outre, il dispose de plusieurs centres régionaux d'« excellence », promus par la CONICYT (commission nationale de recherche scientifique et technique) et auxquels participent les gouvernements régionaux, les universités et les entrepreneurs de la zone :
- Centro de Investigación de Biotecnología Silvoagrícola (CIBS),
- Centro de Estudios Avenzados de Zonas Aridas (CEAZA),
- Centro de Genómica Nutricional Agroacuícola (CGNA),
- Centro de Investigación de Ecosistemas Patagónicos (CIEP).